# Claremont (Carolina del Nord)
Claremont è una città degli Stati Uniti d'America situata nella Carolina del Nord, nella Contea di Catawba.